# Castelhanização
A castelhanização (em castelhano:  castellanización) é o termo dado ao processo pelo qual um lugar ou uma pessoa é influenciada pela cultura castelhana ou um processo de cariz cultural ou linguístico pelo qual algo ou alguém se torna castelhano. A castelhanização manifesta-se pela utilização da língua castelhana, a producção e consumo da comida espanhola, a música espanhola e a celebração de feriados espanhóis. Nas antigas colónias espanholas o termo também é usado no âmbito linguístico para o processo de substituição das línguas indígenas pelo castelhano.

## Espanha

Mapa pelo qual é observável o processo de absorção linguístico do castelhano frente a outras línguas peninsulares.

Na Espanha, o termo castelhanização pode referir-se à absorção cultural e linguística dos guanches, povo berber indígena das Canárias. A ilhas seriam conquistadas pelos espanhóis no século XV.
Também é usado para descrever o processo histórico pelo qual os falantes da línguas minoritárias da Espanha tais como o basco, o catalão, o asturo-leonês, o aragonês ou o galego são assimilados linguísticamente e abandonam a sua língua progressivamente para começaram a falar castelhano. Este processo foi e continua a ser muito mais acentuado para o asturo-leonês e para o aragonês.

## Estados Unidos da América
De acordo com o Censo dos Estados Unidos de 2000, cerca de 75% dos latinos falavam castelhano em casa. Ha altas concentrações dos hispânicos em partes do Texas e do Novo México, especialmente na fronteira com o México. Laredo, no Texas e Nogales, no Arizona, por exemplo, têm mais de 90% de habitantes de procedência latina. De facto, estes lugares têm uma maioria de população hispânica desde a conquista e colonização espanhola da zona nos séculos XV e XVI.

## América hispânica

Países da América hispânica.

A América hispânica é o termo usado para descrever as zonas das Américas nas quais foram impostas a língua castelhana e a cultura espanhola pela conquista destes territórios pelo Império Espanhol. Este processo começou a finais do século XV. Todos estes territórios foram castelhanizados; porém, ainda há muita gente que conserva a sua cultura e tradições indígenas. Até recentemente, a castelhanização foi a política oficial de muitos países da América hispânica; somente recentemente começaram a existir programas de educação bilíngue intercultual.

## Filipinas
O arquipélago das Filipinas foi governado desde a Cidade do México como um território da Nova Espanha, de 1565 até 1821 quando foi administrado até 1898 pela Espanha como um província. Apenas por um intervalo de dous anos, de 1762 até 1764 foram administrados pelo Reino Unido. Desde finais do século XVI, a cultura espanhola tem influenciado a cultura local filipina. Derivada das culturas austronésias e hispânica, concebe-se a cultura moderna das Filipinas como um mistura entre as tradições occidentais e orientais. Embora a maioria dos filipinos falem uma língua austronésia, as línguas filipinas têm milhares de empréstimos linguísticos do castelhano. Inclusive, ainda é falado na península de Zamboanga um crioulo baseado no castelhano chamado chavacano.